# Мари-Биляморское сельское поселение
Мари-Биляморское се́льское поселе́ние — муниципальное образование в Мари-Турекском районе Марий Эл Российской Федерации.
Административный центр — село Мари-Билямор.

## История
Статус и границы сельского поселения установлены Законом Республики Марий Эл от 18 июня 2004 года № 15-З «О статусе, границах и составе муниципальных районов, городских округов в Республике Марий Эл».

## Население
| 2010  | 2011  | 2012  | 2013  | 2014  | 2015  | 2016  |
| ----- | ----- | ----- | ----- | ----- | ----- | ----- |
| 2878  | ↘2858 | ↘2764 | ↘2712 | ↘2640 | ↘2606 | ↘2586 |
| 2017  | 2018  | 2019  | 2020  | 2021  | 2023  |       |
| ↘2550 | ↘2507 | ↘2463 | ↘2421 | ↘1753 | ↘1691 |       |

## Состав сельского поселения
В состав сельского поселения входят 2 села, 2 посёлка и 11 деревень:
| №  | Населённый пункт | Тип населённого пункта       | Население |
| -- | ---------------- | ---------------------------- | --------- |
| 1  | Александровский  | деревня                      | ↘44       |
| 2  | Ашлань-Билямор   | деревня                      | ↗86       |
| 3  | Большие Ноли     | деревня                      | ↗242      |
| 4  | Верхняя Сенда    | деревня                      | ↗35       |
| 5  | Ворончихино      | деревня                      | ↘0        |
| 6  | Елымбаево        | деревня                      | ↗398      |
| 7  | Кушко-Билямор    | деревня                      | ↘34       |
| 8  | Лесной           | посёлок                      | ↘156      |
| 9  | Манылово         | село                         | ↘35       |
| 10 | Мари-Билямор     | село, административный центр | ↘872      |
| 11 | Нартас           | посёлок                      | ↗412      |
| 12 | Сенда            | деревня                      | ↘260      |
| 13 | Токпаево         | деревня                      | ↗146      |
| 14 | Уржумноля        | деревня                      | ↗150      |
| 15 | Хозино           | деревня                      | ↘8        |